# Кунек, Алис
Алис Кунек (англ. Alice Kunek; родилась 6 января 1991 года, Бокс-Хилл, штат Виктория, Австралия) — австралийская профессиональная баскетболистка, выступающая в женской национальной баскетбольной лиге в команде «Саутсайд Флайерз». Играет на позиции атакующего защитника и лёгкого форварда. Чемпионка женской НБЛ в составе «Буллин Бумерс» (2011). Кроме австралийского имеет также ирландское гражданство.
В составе национальной сборной Австралии она стала победительницей Игр Содружества 2018 года в Голд-Косте и чемпионата Океании 2015 года в Австралии и Новой Зеландии, ещё выиграла серебряные медали чемпионата Азии 2017 года в Индии и бронзовые медали чемпионата Азии 2023 года в Австралии и летней Универсиады 2013 года в Казани, а также принимала участие на чемпионате мира среди девушек до 19 лет 2009 года в Бангкоке.

## Ранние годы
Алис Кунек родилась 6 января 1991 года в городе Бокс-Хилл (штат Виктория), восточном пригороде Мельбурна, где и выросла. Училась в Мельбурне в средней школе Колфилд-Граммар, в которой выступала за местную баскетбольную команду.